# As I Was Moving Ahead Occasionally I Saw Brief Glimpses of Beauty
As I Was Moving Ahead Occasionally I Saw Brief Glimpses of Beauty (bra: Ao Caminhar Entrevi Lampejos de Beleza) é um documentário experimental do ano 2000 dirigido por Jonas Mekas. O filme estreou em 4 de novembro de 2000, no Festival de Cinema de Londres e é uma compilação de filmagens caseiras de Mekas. Com uma duração de quase cinco horas, é considerado como um dos filmes experimentais mais longos já feitos.

## Sinopse
Compilado a partir das filmagens caseiras de Mekas, o filme é uma tentativa do diretor de reconstruir sua vida através dessas filmagens, gravadas ao longo de 30 anos. Os eventos no filme são coisas como aniversários e picnics, e também inclui eventos especiais de sua vida pessoal, como os primeiros passos de seus filhos. Ao longo do filme, Mekas expõe seus comentários e explicações sobre o que o espectador está à presenciar.

## Recepção
A recepção da crítica do filme foi, em sua maior parte, positiva. The New York Times comentou que o filme foi um "pioneiro — filmagens caseiras como um épico" e declarou que o "Sr. Mekas oferece uma visão pessoal de sua vida que ele mesmo jamais permitiu que alguém visse." The Village Voice chamou o filme de "descaradamente feliz" e notou que "Mekas brinca com isso várias vezes usando comentários sarcásticos, como chamando sua obra de 'um filme sobre pessoas que nunca discute ou brigam e se amam'.'"